# Hemiool
In de muziek is een hemiool of hemiola (Grieks: hèmiolos = anderhalf, samengesteld uit hèmi = half, holos = heel) een ritmische accentverschuiving die bijvoorbeeld ontstaat wanneer in een driedelig metrum een tweedelig ritme wordt ingebracht, door vervroeging van de klemtoon van de eerste naar de voorafgaande derde tel en het plaatsen van een nieuw accent op de volgende tweede tel. Het gevolg is dat twee drietelsmaten geteld worden als drie tweetelsmaten, zonder overigens dat dit blijkt uit de genoteerde maatstrepen of maataanduiding. De hemiool is een antimetrische figuur. Ook andere antimetrische figuren worden wel hemiool genoemd, zoals het tellen van drie tweetelsmaten als twee drietels of twee driekwartsmaten als een drietweedemaat.
Telt men bijvoorbeeld een drietelsmaat
| hoem-pa-pa | hoem-pa-pa | hoem-pa-pa | hoem-pa-pa | hoem-pa-pa |
als
| hoem-pa-pa | hoem-pa-pa | hoem-pa-hoem |pa-hoem-pa | hoem-pa-pa |
dan vormen de derde en vierde maat een hemiool.
Een {\displaystyle {\begin{smallmatrix}_{3}\\^{4}\end{smallmatrix}}}
metrum genoteerd in een {\displaystyle {\begin{smallmatrix}_{6}\\^{8}\end{smallmatrix}}}
maat en een {\displaystyle {\begin{smallmatrix}_{6}\\^{8}\end{smallmatrix}}}
metrum genoteerd in een {\displaystyle {\begin{smallmatrix}_{3}\\^{4}\end{smallmatrix}}} maat zijn zeer gebruikelijk in de muziek.
Soms veroorzaken hemiolen syncopen, maar niet altijd. Beide effecten staan los van elkaar.
Het gebruik van hemiolen is al erg oud. In de latere middeleeuwen was het mogelijk door een noot in te kleuren van wit naar zwart aan te geven dat de noot niet perfect was maar imperfect. Bijvoorbeeld, een witte brevis in modus perfectum telde voor drie semibreven, maar ingekleurd was de waarde maar twee semibreven. Zo konden twee perfecte breven vervangen worden door een drietal imperfecte breven en ontstond een hemiool. Een andere manier was om over te gaan van modus perfectum cum prolatione minore (3x2) op modus imperfectum cum prolatione majore (2x3). In de muziek van Dufay wordt vaak van deze mogelijkheden gebruikgemaakt en de ene stem tegen de andere uitgespeeld.
Ook later, in de barok was de hemiool een vaak gebruikte figuur. In veel stukken gebaseerd op een {\displaystyle {\begin{smallmatrix}_{6}\\^{8}\end{smallmatrix}}} maat komen zij voor, hetzij in slechts één stem in polyfone gedeelten, maar ook wel in alle stemmen gezamenlijk.

## Puur metrische vorm
Hemiolen kennen ook een puur metrische vorm. In deze vorm is niet de nootlengte of het ritme bepalend voor het hemiool-effect, maar met name de speelwijze (dynamiek) omdat het bijvoorbeeld gaat om een melodisch patroon dat niet antiritmisch is maar puur door het aantal noten in de frase een verschuiving bewerkstelligt ten opzichte van de maat. Dit is het best te illustreren aan de hand van een voorbeeld.
Wanneer er bijvoorbeeld sprake is van een herhalende (ostinate) figuur van 5 kwartnoten in een vierkwartsmaat, dan zal dat het volgende effect opleveren:
| EEN twee drie vier | VIJF een twee drie | VIER vijf een twee | DRIE vier vijf een | TWEE drie vier vijf | enzovoorts
of:
| EEN twee drie vier | een TWEE drie vier | een twee DRIE vier | een twee drie VIER | een twee drie vier | enzovoorts.
In een dergelijke situatie wordt de ostinate figuur van 5 noten een hemiool genoemd. (Wanneer dezelfde vijfkwartnotige figuur in een vijfkwartsmaat zou worden gespeeld, dan was het géén hemiool, omdat er dan geen verschuiving zal plaatsvinden ten opzichte van de maatstreep.)

## De hemiool in de literatuur
- Leonard Bernstein - West Side Story: America
- Georg Friedrich Händel - Water Music
- Zweedse Polska's